# Adrien Rabiot
Adrien Thibault Marie Rabiot (Saint-Maurice, 3 de abril de 1995) é um futebolista francês que atua como meio-campista. Atualmente está no Olympique de Marseille.

## Carreira

### Juvenil
Rabiot nasceu em Saint-Maurice, em sua carreira como juvenil, passou por várias equipes, incluindo três passagens pelo Créteil e alguns meses no Manchester City. No dia 2 de julho de 2012, após uma pré-temporada no Paris Saint-Germain, foi contratado pelo clube francês por três temporadas.

### Paris Saint-Germain
Rabiot foi promovido ao time principal na temporada 2012-2013, pelo então treinador da equipe Carlo Ancelotti. Estreou na Ligue 1 num empate de 0 a 0 contra o Bordeaux.
Ainda em 2012, debutou na Liga dos Campeões da UEFA contra o Dínamo Zagreb, no dia 6 novembro.

#### Afastamento
Sem acordo para renovação do contrato, em dezembro de 2018 a direção do clube afastou o jogador do elenco até o fim de seu vínculo (junho de 2019). Foi suspenso pelo clube por três semanas por ter sido visto em uma casa noturna logo após a eliminação da equipe para o Manchester United na Liga dos Campeões da UEFA de 2018–19.
Rabiot deixou o PSG com  240 jogos, marcando 25 gols, dando 18 assistências e ajudando a criar 130 chances de gol.

### Toulouse
Em janeiro de 2013 foi emprestado ao Toulouse por seis meses. Ali marcou seu primeiro gol como profissional, no dia 9 de março, contra o Brest.

### Juventus
No dia 1 de julho de 2019, após seu contrato com o Paris Saint-Germain ter se encerrado, assinou por quatro temporadas com a Juventus.
Em 2023/24, Rabiot, terminou a temporada com cinco golos e três assistências em 35 jogos.
Em 18 de julho de 2024, após cinco temporadas a Juventus anunciou que Rabiot não renovou o contrato, ele deixou o clupe onde marcou 22 golos e fez 13 assistências em 212 jogos, tendo conquistado por uma vez a Serie A, para além de duas Taças de Itália e uma Supertaça. Ele ultrapassou a marca dos 200 jogos, tornando-se o quinto francês na história a fazê-lo. Para ser mais preciso, Rabiot disputou 212 jogos com as nossas cores, igualando Zinedine Zidane, atrás apenas de David Trezeguet (320 jogos) e Michel Platini (224).

### Olympique de Marseille
No dia 17 de setembro de 2024, assinou com o Olympique de Marseille.

## Seleção Francesa
Já integrando as categorias inferiores da Seleção Francesa desde a Sub-16, estreou pela equipe principal em 15 de novembro de 2016 em partida amistosa contra Costa do Marfim.

### Copa do Mundo de 2018
Rabiot não fez parte da lista final de convocados para disputar a Copa do Mundo FIFA de 2018, mas integrou a lista de espera. Inconformado, enviou e-mail ao treinador Didier Deschamps solicitando a retirada de seu nome desta lista. Dias depois, em carta aberta em suas redes sociais, Rabiot explicou que sua ausência na Copa "não condiz com qualquer lógica esportiva" e assumiu todas as consequências de seu ato.

## Títulos
Paris Saint-Germain
- Ligue 1: 2013–14, 2014–15, 2015–16 e 2017–18
- Copa da Liga Francesa: 2013–14, 2014–15, 2015–16, 2016–17 e 2017–18
- Copa da França: 2014–15, 2015–16, 2016–17 e 2017–18
- Supercopa da França: 2015, 2017 e 2018

Juventus
- Serie A: 2019–20
- Supercopa da Itália: 2020[17]
- Copa da Itália: 2020–21 e 2023–24

França
- Liga das Nações da UEFA: 2020–21

### Prêmios individuais
- Equipe do torneio do Campeonato Europeu Sub-19 de 2013[18]
- Equipe do torneio da Serie A: 2022–23[19]